# Młodzieżowe Mistrzostwa Polski w Lekkoatletyce 2003
20. Młodzieżowe Mistrzostwa Polski w Lekkoatletyce – zawody lekkoatletyczne dla sportowców do lat 23 organizowane pod egidą Polskiego Związku Lekkiej Atletyki, które odbyły się od 13 do 14 września 2003 roku w Białej Podlaskiej.

## Rezultaty

### Mężczyźni
| Konkurencja:                  | 1. miejsce                              | Rezultat  | 2. miejsce                                 | Rezultat    | 3. miejsce                                                   | Rezultat  |
| Bieg na 100 m                 | Łukasz Chyła SKLA Sopot                 | 10,38     | Marcin Jędrusiński Olimpia Poznań          | 10,49 PB    | Marcin Niewiara AZS-AWF Wrocław                              | 10,72 PB  |
| Bieg na 200 m                 | Marcin Jędrusiński Olimpia Poznań       | 20,87     | Łukasz Chyła SKLA Sopot                    | 20,95       | Rafał Wieruszewski Orkan Wielkopolska                        | 21,50     |
| Bieg na 400 m                 | Marcin Marciniszyn AZS-AWF Wrocław      | 46,85 SB  | Rafał Wieruszewski Orkan Wielkopolska      | 46,98       | Kacper Skalski Skra Warszawa                                 | 47,39     |
| Bieg na 800 m                 | Tomasz Marks AZS-UWM Olsztyn            | 1:51,54   | Dawid Kulik Budowlani Częstochowa          | 1:52,24     | Łukasz Jóźwiak LUKS Zduńska Wola                             | 1:52,85   |
| Bieg na 1500 m                | Yared Shegumo Polonia Warszawa          | 3:49,95   | Grzegorz Wojtczak Astra Nowa Sól           | 3:50,81     | Paweł Ochal Zawisza Bydgoszcz                                | 3:51,19   |
| Bieg na 5000 m                | Yared Shegumo Polonia Warszawa          | 14:02,53  | Michał Smalec Podlasie Białystok           | 14:07,28 PB | Radosław Popławski Astra Nowa Sól                            | 14:07,53  |
| Bieg na 3000 m z przeszkodami | Radosław Popławski Astra Nowa Sól       | 8:39,48   | Tomasz Szymkowiak Orkan Wielkopolska       | 8:42,87     | Mariusz Giżyński AZS-AWF Warszawa                            | 8:51,13   |
| Bieg na 110 m przez płotki    | Bartłomiej Szymański Orkan Wielkopolska | 14,37     | Mariusz Kubaszewski Maraton Turek          | 14,55       | Kamil Jastrzębski Śląsk Wrocław                              | 15,81     |
| Bieg na 400 m przez płotki    | Marcin Joachimiak LLKS Gubin            | 53,06     | Krzysztof Chrust AZS-AWF Wrocław           | 53,30       | Tomasz Walerjańczyk Wawel Kraków                             | 53,89     |
| Sztafeta 4 × 100 m            | Olimpia Poznań                          | 40,97     | AZS Łódź                                   | 42,24       | Orkan Wielkopolska                                           | 42,55     |
| Sztafeta 4 × 400 m            | Orkan Wielkopolska                      | 3:14,07   | AZS-AWF Wrocław                            | 3:15,96     | Echo Twardogóra                                              | 3:19,55   |
| Chód na 20 km                 | Benjamin Kuciński AZS-AWF Katowice      | 1:25:56   | Rafał Dyś Victoria Stalowa Wola            | 1:27:01     | Kamil Kalka Gwda Piła                                        | 1:29:57   |
| Skok wzwyż                    | Aleksander Waleriańczyk Wawel Kraków    | 2,28      | Robert Wolski MKLA Łęczyca                 | 2,20        | Marcin Dróżdż Zawisza Bydgoszcz Marcin Glaubert Truso Elbląg | 2,10      |
| Skok o tyczce                 | Przemysław Czerwiński Gwardia Piła      | 5,50 PB   | Paweł Grubecki AZS-AWF Gdańsk              | 5,00 PB     | Krzysztof Skrzyński OSOT Gdańsk                              | 4,90      |
| Skok w dal                    | Przemysław Pochopień AZS-AWF Kraków     | 7,59 PB   | Paweł Dutkiewicz AZS-AWF Warszawa          | 7,49 PB     | Paweł Świderski Podlasie Białystok                           | 7,47 PB   |
| Trójskok                      | Paweł Kruhlik AZS-AWF Wrocław           | 16,00 PB  | Mirosław Wierzbicki AZS-AWF Biała Podlaska | 15,35       | Maciej Siwik Start Grażka Łódź                               | 15,27     |
| Pchnięcie kulą                | Tomasz Majewski Warszawianka            | 19,83     | Jarosław Cichocki Zawisza Bydgoszcz        | 19,34       | Krzysztof Krzywosz Podlasie Białystok                        | 18,28     |
| Rzut dyskiem                  | Piotr Małachowski AZS-AWF Warszawa      | 57,69     | Michał Hodun LKS Terespol                  | 52,01       | Grzegorz Grzenkiewicz LKS Ziemi Puckiej                      | 46,40 PB  |
| Rzut młotem                   | Marcin Fernówka Osa Zgorzelec           | 64,98     | Marcin Szewczyk MUKS Park Zduńska Wola     | 63,29 PB    | Marcin Góra AZS-AWF Warszawa                                 | 60,97 PB  |
| Rzut oszczepem                | Igor Janik AZS-AWF Gdańsk               | 75,80     | Łukasz Baran AZS-AWF Gorzów                | 71,70 PB    | Konrad Przeradzki UKS Cyprjanka                              | 66,92 PB  |
| Dziesięciobój                 | Łukasz Zambrzycki Zawisza Bydgoszcz     | 6887 pkt. | Grzegorz Kinal Śląsk Wrocław               | 6872 pkt.   | Łukasz Słupkowski SKLA Sopot                                 | 6707 pkt. |

### Kobiety
| Konkurencja:                  | 1. miejsce                             | Rezultat  | 2. miejsce                           | Rezultat  | 3. miejsce                              | Rezultat    |
| Bieg na 100 m                 | Dorota Dydo Olimpia Poznań             | 11,82 PB  | Daria Onyśko AZS-AWF Poznań          | 11,87 PB  | Małgorzata Flejszar LKS Ziemi Puckiej   | 11,93 PB    |
| Bieg na 200 m                 | Monika Bejnar Warszawianka             | 23,40 PB  | Dorota Dydo Olimpia Poznań           | 23,59     | Daria Onyśko AZS-AWF Poznań             | 23,91       |
| Bieg na 400 m                 | Monika Bejnar Warszawianka             | 53,44     | Anna Nentwig AZS Poznań              | 55,23     | Anita Hennig AZS-AWF Wrocław            | 55,39       |
| Bieg na 800 m                 | Joanna Buza Start Lublin               | 2:05,22   | Joanna Kaczor Znicz Biłgoraj         | 2:06,56   | Katarzyna Czubska LKS Mielec            | 2:10,52     |
| Bieg na 1500 m                | Joanna Buza Start Lublin               | 4:23,8 PB | Joanna Kaczor Znicz Biłgoraj         | 4:24,7 PB | Aleksandra Kazubek AZS-AWF Kraków       | 4:27,0 PB   |
| Bieg na 5000 m                | Karolina Jarzyńska AZS-AWF Wrocław     | 16:36,23  | Julia Budniak AZS-AWF Wrocław        | 17:04,01  | Joanna Kamińska Budowlani Częstochowa   | 17:09,00 PB |
| Bieg na 3000 m z przeszkodami | Julia Budniak AZS-AWF Wrocław          | 10:33,24  | Kamila Pierzyńska Olimpia Poznań     | 10:43,10  | Cecylia Świerczyńska Orkan Wielkopolska | 10:52,29 PB |
| Bieg na 100 m przez płotki    | Justyna Oleksy Osa Zgorzelec           | 13,22     | Agnieszka Frankowska Wawel Kraków    | 13,44     | Justyna Szulc ŁKS Łódź                  | 14,23       |
| Bieg na 400 m przez płotki    | Karolina Tłustochowska AZS-AWF Wrocław | 58,55     | Zofia Małachowska Podlasie Białystok | 1:01,80   | Agnieszka Karpiesiuk MLKS Ostróda       | 1:02,44     |
| Sztafeta 4 × 100 m            | Warszawianka                           | 48,59     | AZS-AWF Wrocław                      | 49,48     | AZS-AWF Gorzów                          | 51,46       |
| Sztafeta 4 × 400 m            | AZS-AWF Wrocław                        | 3:57,09   | AZS-AWF Wrocław II                   | 4:14,43   | AZS-AWF Kraków                          | 4:17,50     |
| Chód na 10 km                 | Wioletta Spychalska Agros Zamość       | 49:38     | Elżbieta Nieckarz AZS-URz Rzeszów    | 49:46 PB  | Anna Koper Agros Zamość                 | 50:31 PB    |
| Skok wzwyż                    | Anna Ksok Śląsk Wrocław                | 1,85      | Joanna Kuncewicz AZS-AWF Kraków      | 1,68      | Aldona Sobolewska AZS Lublin            | 1,68        |
| Skok o tyczce                 | Anna Rogowska SKLA Sopot               | 4,30      | Joanna Piwowarska AZS-AWF Gdańsk     | 4,20 PB   | Róża Kasprzak KL Gdynia                 | 4,10 PB     |
| Skok w dal                    | Aldona Wozignój Krokus Leszno          | 6,26      | Małgorzata Trybańska Warszawianka    | 6,23      | Alicja Jaros Błękitni Osowa Sień        | 6,03 PB     |
| Trójskok                      | Małgorzata Trybańska Warszawianka      | 13,37 PB  | Aldona Wozignój Krokus Leszno        | 12,77     | Alicja Jaros Błękitni Osowa Sień        | 12,77       |
| Pchnięcie kulą                | Magdalena Dzierzęcka MMKS Iława        | 15,28     | Agnieszka Maciąg AZS-AWF Warszawa    | 14,46     | Joanna Rożko AZS-AWF Warszawa           | 14,45       |
| Rzut dyskiem                  | Agnieszka Krawczuk AZS-AWF Warszawa    | 52,72 PB  | Żaneta Glanc Olimpia Poznań          | 46,84 PB  | Daria Urbaniak SKLA Sopot               | 44,64       |
| Rzut młotem                   | Kamila Skolimowska Warszawianka        | 66,68     | Małgorzata Zadura AZS Lublin         | 58,93     | Izabela Olszewska Podlasie Białystok    | 54,18       |
| Rzut oszczepem                | Magdalena Czenska AZS-AWF Warszawa     | 52,54     | Kamila Skiba AZS-AWF Warszawa        | 50,12 PB  | Katarzyna Kalińska AZS-AWF Wrocław      | 42,40       |
| Siedmiobój                    | Izabela Plura AZS-AWF Wrocław          | 5348 pkt. | Ewa Nowakowska AZS-AWF Wrocław       | 5343 pkt. | Aldona Sobolewska AZS-AWF Gorzów        | 5118 pkt.   |

## Bieg na 10 000 m
Mistrzostwa Polski w biegu na 10 000 metrów zostały rozegrane 22 czerwca w Białogardzie.
| Konkurencja: | 1. miejsce                         | Rezultat | 2. miejsce                            | Rezultat | 3. miejsce                        | Rezultat |
| Mężczyźni    | Jakub Burghardt LKS Mielec         | 29:32,65 | Michał Szamrej Olimpia Poznań         | 30:25,13 | Tomasz Miśkowiec Ekspres Katowice | 30:35,86 |
| Kobiety      | Karolina Jarzyńska AZS-AWF Wrocław | 34:55,36 | Joanna Kamińska Budowlani Częstochowa | 35:44,25 | Kamila Krajewska Olimpia Poznań   | 36:09,94 |

## Biegi przełajowe
Do uzupełnienia